# Antonio Andrea Cucca
Antonio Andrea Cucca (Ossi, 30 novembre 1870 – Ossi, 16 febbraio 1945) è stato un poeta italiano  che compose in lingua sarda.

## Biografia
(Tottus in pari blog.tiscali)
Antonio Andrea Cucca, noto anche come Anton'Andria Cucca, Antoni Andria Cucca o semplicemente Cucca (talvolta erroneamente Cuca), nato nel 1870 e vissuto nel comune di Ossi, è riconosciuto come uno tra i migliori poeti improvvisatori di tutta la Sardegna. Nel corso della sua attività ha vinto numerose gare di poesia estemporanea sarda, genere poetico molto diffuso nell'isola sia in logudorese (cantare a bolu, "al volo") che in campidanese. Le opere più importanti del poeta sono dei frammenti delle gare di poesia estemporanea cui ha partecipato. Antonio Andrea Cucca è deceduto analfabeta a Ossi il 16 febbraio 1945. L'analfabetismo di Cucca è degno di nota perché per poter comporre le poesie il poeta doveva imparare a memoria ogni strofa per poi chiedere a qualcuno di trascrive su carta i versi. Intrecciò la sua attività poetica con quella di altri importanti artisti quali, solo per citarne alcuni, Gavino Contini e Pittanu Moretti, e fu inoltre il maestro di Raimondo Piras. A Cucca è stata dedicata una piazza nel comune di Ossi.
William Simula, ricercatore impegnato nello studio della biografia di Antonio Andrea Cucca e delle sue opere, ha pubblicato numerosi interventi dedicati al poeta sardo, tra cui un documentario pubblicato su YouTube.
(William Simula, ricercatore.)

## Premio di Poesia Sarda Antoni Andria Cucca
Il Premio di Poesia Sarda Antoni Andria Cucca è stato fortemente voluto da Giacomo Muresu e Vittorio Cau nel 1984 con lo scopo di promuovere la lingua sarda e favorirne il suo utilizzo. Il premio è aperto a tutti i sardi nel mondo e prevede la realizzazione di un'opera inedita in una qualsiasi delle varianti della lingua sarda. Ai vincitori viene riconosciuto un rimborso spese per poter essere presenti all'evento di premiazione più altri eventuali premi decisi dalla commissione. Ogni anno il Comune di Ossi pubblica sul proprio sito il bando relativo al concorso. 
La trentesima edizione del Premio è stata vinta da Pier Giuseppe Branca con la poesia in rima “Istrinas” e da Gian Gavino Vasco con la poesia senza rima “Su mudine 'e sa paghe”. La premiazione si è svolta sabato 22 aprile 2017 nella sala della ex San Giovanni Battista in via Gavino a Ossi, come scrive Luigi Serra su La Nuova Sardegna.

## Opere
A causa dell'analfabetismo del poeta, molte delle opere di Cucca sono state perse poiché trascritte da amici e parenti su fogli volanti. Le opere arrivate fino ai nostri giorni sono per lo più delle trascrizioni delle gare di poesia estemporanea sarda cui Antonio Andrea ha partecipato durante la sua vita conservate grazie alle commissioni che ne hanno riportato i versi su carta.
Cun d'unu amore sinzeru,

De matessi amore veru

Tue puru istima a mie,

Pro chi benzat unu die

De lenire su dolore

E cun dignu veru amore

S'unan sos coros a pare.»
Con un amore sincero,

Dello stesso amore vero

Tu pure mi stimi

Affinché venga un giorno

Di lenire il dolore

E con degno vero amore

S'uniscano i cuori insieme.»
(Antonio Andrea Cucca, A Sa Bella Chi Amo.)

### Sa Terra (La Terra)
Composta probabilmente nel 1912 durante la gara poetica tenuta a Porto Torres tra Antonio Andrea Cucca, Gavino Contini, Sebastiano Moretti e Salvatore Testoni, "Sa Terra" è una delle poesie più importanti del poeta. Sa Terra è stata pubblicata nel Calendariu Ossesu del 2004 (Calendario del Comune di Ossi, edizione del 2004) a pagina 2, immediatamente dopo la copertina. Successivamente, nell'edizione del 2011 è stata pubblicata, sempre a pagina 2, una poesia dedicata al poeta sardo che termina con "Naschidu in Ossi, mortu e sutterradu", (Nato in Ossi, morto e sotterrato), evidente testimonianza che il poeta potrebbe essere nato a Ossi e non a Sassari come si legge in alcuni documenti (vedi Biografia).

#### La poesia
Como chi fia in su mezus andare
M’est mancadu s’ispassu ei su giogu 
Ringrazio su ‘entu ei su fogu 
Chi cherian sa terra arruinare. 
Forsi in favore tenia su mare 
Chi no at fattu tantu disaògu 
Mezus bramare sa paghe e non sa gherra 
Evviva sempre custa santa “Terra”.

#### Traduzione
Ora che ero al meglio andare
Mi è mancato lo spasso e il gioco
Ringrazio il vento e il fuoco
Che volevano la Terra rovinare.
Forse a favore teneva il mare
Che non ha fatto tanto sollievo
Meglio bramare la pace e non la guerra
Evviva sempre questa santa "Terra".

#### Parafrasi
Ora che mi ritrovavo nel momento migliore della mia vita (al meglio andare).
Mi sono venuti a mancare i divertimenti e i giochi (probabilmente dell'infanzia).
Ringrazio il vento e il fuoco (della Sardegna).
Che volevano rovinare la Terra (probabilmente riferendosi agli incendi dolosi alimentati dal vento).
Forse il vento teneva il mare a favore (probabilmente attribuendo sincere intenzioni al vento).
Che non ha dato molto sollievo (benché aiutato dal vento, il mare non è riuscito a placare il fuoco).
Meglio desiderare la pace e non la guerra (meglio essere dalla parte dei buoni come ha deciso di fare il vento o non dalla parte del fuoco).
Evviva sempre questa santa "Terra". 

#### Il ruolo del vento, del mare e del fuoco
Il fuoco rappresenta la parte negativa della società in cui viviamo composta da tutte le persone che preferiscono ricercare il male. Il vento rappresenta tutte le persone che ipocritamente dicono di fare qualcosa di buono, come aiutare il mare a spegnere il fuoco, ma in realtà contribuiscono solo a peggiorare le cose alimentando le fiamme e rendendo più difficile il loro spegnimento. Il mare rappresenta la parte buona della società che vorrebbe fare qualcosa per salvare la Terra ma i suoi sforzi purtroppo sono spesso vani. Resta a ognuno di noi la scelta di ricercare la pace oppure la guerra. Cucca conclude la poesia con un augurio positivo di speranza. Le parole del poeta ben esprimono la situazione della nostra società.